# Aphyocypris amnis
Aphyocypris amnis là một loài cá chép thuộc chi Aphyocypris. Đây là loài bản địa của một chi lưu của sông Thủy Lý ở Đài Loan.